# Dalida
Dalida, pseudonimo di Iolanda Cristina Gigliotti (Il Cairo, 17 gennaio 1933 – Parigi, 3 maggio 1987), è stata una cantante e attrice italiana naturalizzata francese.
Popolare sia in Italia sia in Francia, con circa 140 milioni di dischi venduti è tra gli artisti di maggior successo nella storia della musica italiana. Nel 1981 si aggiudicò il primo disco di diamante della storia, che fu creato appositamente per lei.
A causa della depressione di cui soffriva da lungo tempo, la cantante si è tolta la vita il 3 maggio 1987 tramite ingestione di un sovradosaggio di barbiturici, a distanza di vent'anni da un primo tentativo di suicidio avvenuto poco dopo la morte del cantante italiano Luigi Tenco, con il quale, secondo la stampa dell'epoca, aveva avuto un legame sentimentale.

## Biografia

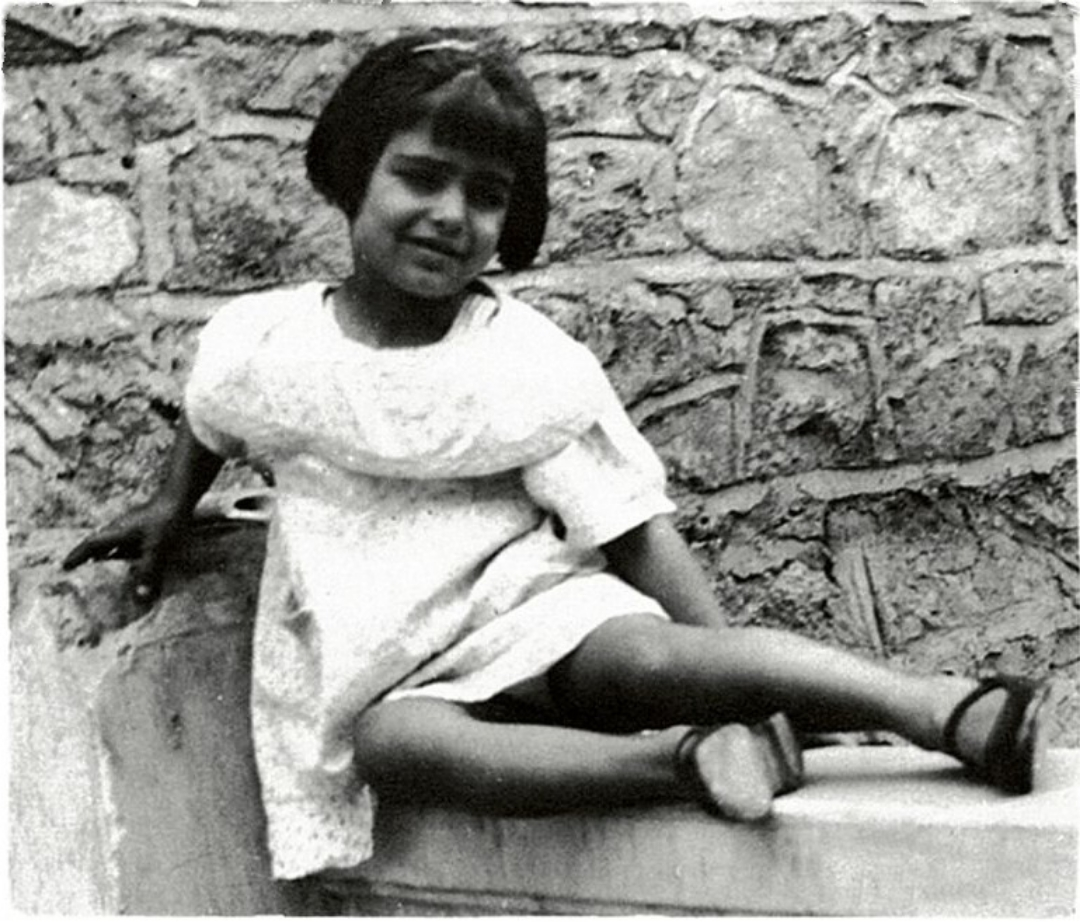
Dalida all'età di quattro anni, nel 1937

Iolanda Gigliotti nacque il 17 gennaio 1933 presso l'Ospedale Umberto I, l'ospedale italiano del Cairo, e crebbe a Choubrah, un quartiere popolare del Cairo, in una grande comunità italiana. I genitori erano calabresi originari di Serrastretta, provincia di Catanzaro. Aveva un fratello maggiore, Orlando (1930-1992), ed un fratello minore, Bruno (29 luglio 1936), che, con il nome d'arte di Orlando (lo stesso del fratello maggiore), diventerà il manager di Dalida. Il padre, Pietro Gigliotti (1904-1945), era primo violino all'Opera del Cairo; la madre, Filomena Giuseppina d'Alba (1904-1971), era sarta.
All'età di 4 anni un medico le prescrisse di portare una benda sugli occhi per 40 giorni per curare un'oftalmite. Al termine del periodo di bendaggio risultò gravemente strabica e venne sottoposta a diverse operazioni chirurgiche di correzione durante l'infanzia, non del tutto risolutive; all'inizio degli anni 1980 subì altri interventi. Ha frequentato la Scuola Tecnica Commerciale Maria Ausiliatrice, una scuola cattolica italiana situata nel Nord di Shubra.
Allo scoppio della seconda guerra mondiale, suo padre, come tutti gli immigrati italiani, fu internato dalle truppe del Regno Unito nel campo di Fayed, nel deserto vicino al Cairo. Tornò dal campo di prigionia nel 1944; la famiglia che aveva tanto atteso il suo ritorno rimase però profondamente delusa e amareggiata, perché Pietro tornò completamente cambiato, collerico, violento, con forti emicranie e l'amarezza per la fine della carriera. Morì l'anno dopo a causa di un ictus.
A diciassette anni Iolanda partecipò al concorso di bellezza Miss Ondine, arrivando seconda, e le si aprirono le porte del mondo del cinema. In La regina delle piramidi del 1954 fu controfigura di Joan Collins. Nel 1954 fece parte del cast di Le Masque de Toutankhamon (La maschera di Tutankhamon) e di Sigara wa kass (Un bicchiere e una sigaretta).

### Carriera

#### Gli esordi

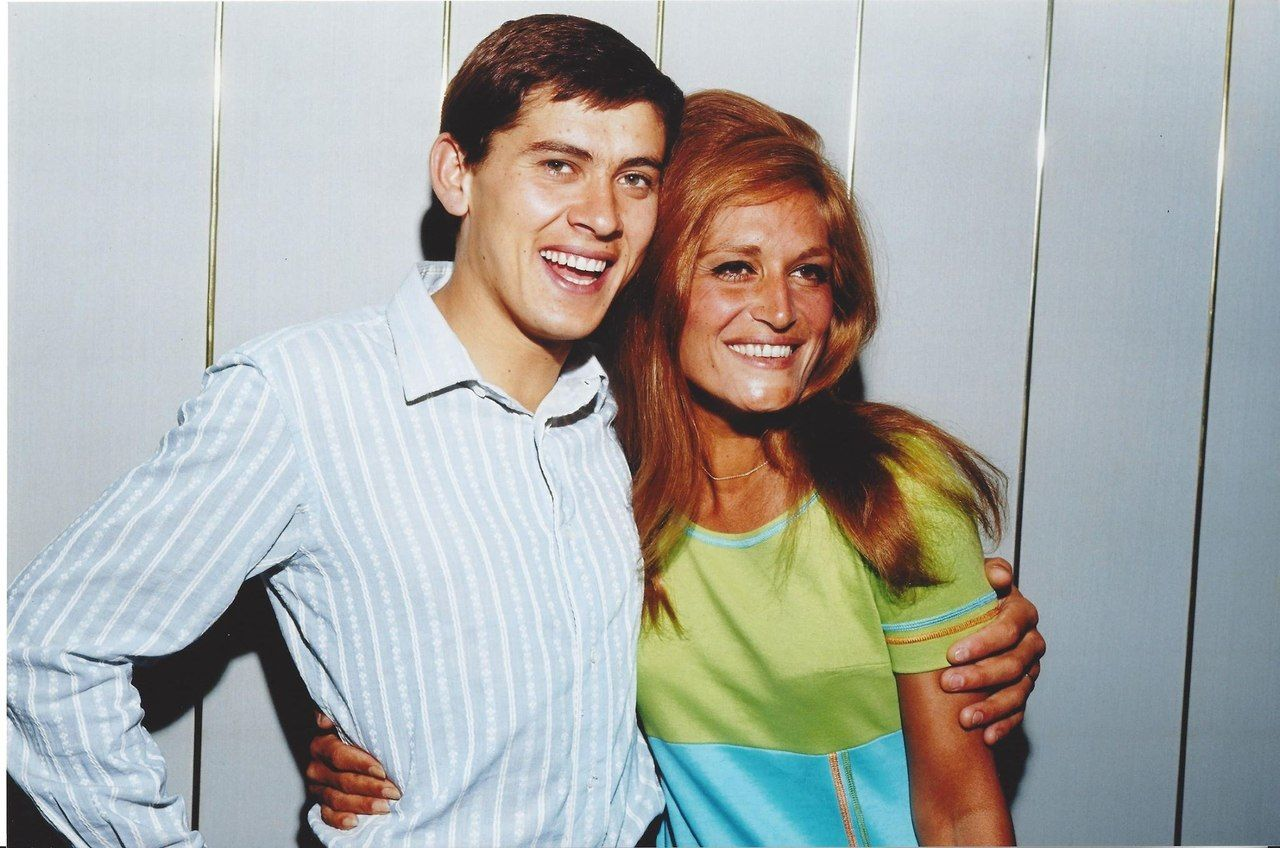
Dalida e Gianni Morandi nel 1968

Per affermarsi nel mondo dello spettacolo, decise di lasciare l'Egitto e tentare la fortuna come attrice in Europa. Il 26 dicembre 1954 si trasferì a Parigi dove prese dimora in un appartamento di rue Ponthieu, vicino agli Champs Elysées.
Aveva adottato il nome d'arte Dalila, molto popolare all'epoca fra le ragazze del Cairo, che nel 1956 cambiò in Dalida su consiglio dello scrittore Alfred Machard ("Dalila... fa troppo Sansone e Dalila, cambiamo una L con una D, come Dio Padre", dirà lui) e registrò il suo primo vinile con Madona, versione francese di Barco negro di Amália Rodrigues, cui seguì Bambino (traduzione della famosissima canzone napoletana Guaglione, portata al successo da Aurelio Fierro), che ebbe grande successo arrivando prima in Francia per 39 settimane nel 1957, tant'è che Dalida fu soprannominata "mademoiselle Bambino". Con Bambino vinse il suo primo disco d'oro. 

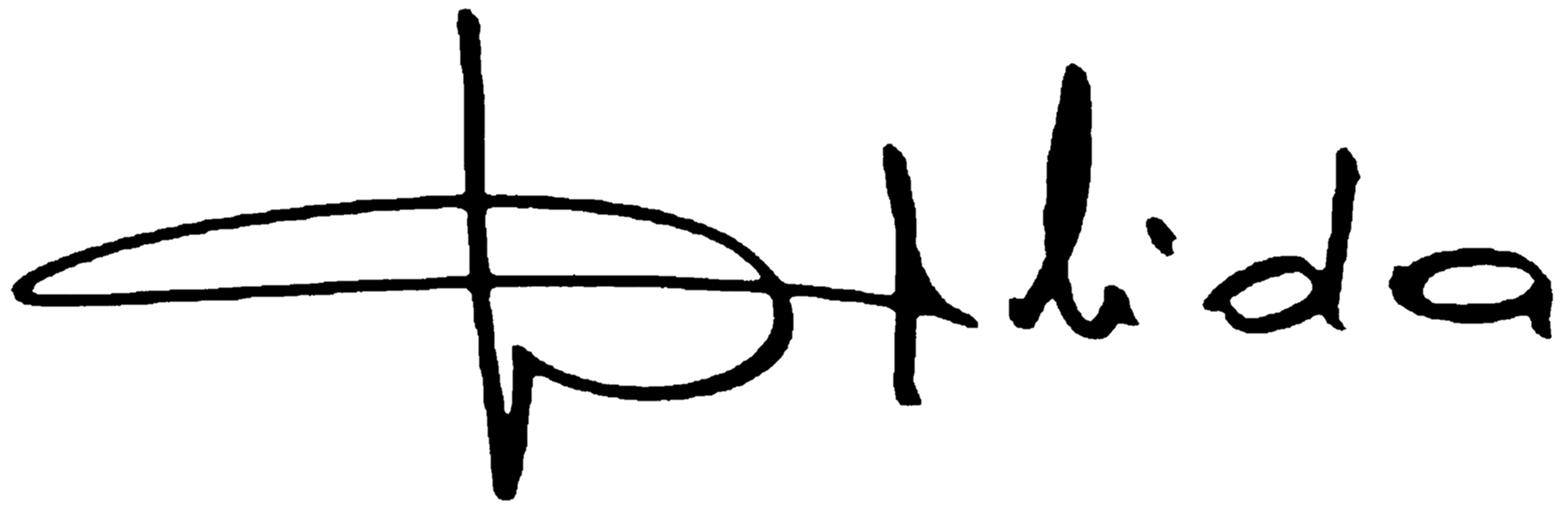
Firma di Dalida

Recitò in Rapt au deuxième bureau (Rapimento al secondo ufficio) di Jean Stelli con Frank Villard e cominciò a esibirsi in un recital al Cairo; interpretò Come prima (prima posizione nelle Fiandre in Belgio), Piove di Domenico Modugno e Gli zingari (Les gitans), canzone creata da Hubert Giraud per il Coq d'Or de la chanson française del 1958 e che cantò in Italia nella trasmissione Il Musichiere, condotta da Mario Riva; seguirono La canzone di Orfeo e Milord (cantata poi, in italiano, anche da Milva), le incisioni di Les enfants du Pirée (di Melina Merkouri), seconda nei Paesi Bassi e nelle Fiandre, incisa in italiano come I ragazzi del Pireo (Uno a te, uno a me), 'O sole mio, L'arlecchino gitano, T'aimer follement (T'amerò dolcemente), Garde-moi la dernière danse (Chiudi il ballo con me), Dans le bleu du ciel bleu (Nel blu dipinto di blu, di Modugno) che arriva quinta nelle Fiandre, Du moment qu'on s'aime (Piccolissima serenata, di Teddy Reno) nona nelle Fiandre e Romantica (di Renato Rascel), decima nelle Fiandre nel 1960.

#### Il successo internazionale e la morte di Tenco
Nel 1964 Dalida fu la prima donna a vincere il disco di platino per aver venduto oltre 10 milioni di dischi; sempre nel 1964, seguì il Tour de France (vinto da Jacques Anquetil), cantando più di duemila canzoni lungo i 2 900 km percorsi. Nel 1965 recitò in Ménage all'italiana (con Ugo Tognazzi, Paola Borboni) e incise La danse de Zorba (La danza di Zorba), su una base di sirtaki, Amore scusami, Cominciamo ad amarci e La Vie en rose, cavallo di battaglia di Édith Piaf, scomparsa due anni prima. Pubblicò anche il singolo Un grosso scandalo che sul lato B presenta una sua interpretazione di Il silenzio, brano portato al successo da Nini Rosso.
La danza di Zorba diventa un grosso successo anche in Italia.

Partecipa a Scala reale (ex Canzonissima) e conosce Luigi Tenco a casa di Mario Cantini, responsabile delle edizioni musicali RCA. Con il cantante, dopo aver inciso Bang Bang (al primo posto nella prima hit parade radiofonica condotta da Lelio Luttazzi), decide di tentare Sanremo con Ciao amore, ciao. Sanremo non sarà un successo né dal punto di vista professionale né personale. La tragedia della morte di Tenco – sulla quale Dalida stessa dirà molto poco – ha numerose versioni che con il tempo si vanno mischiando alla leggenda.

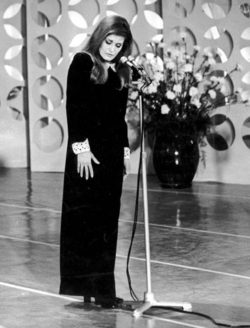
Dalida durante l'esibizione della celebre Ciao amore, ciao al Festival di Sanremo 1967

Dopo aver deposto davanti agli inquirenti, Dalida ritorna a Parigi, dove canta Ciao amore, ciao. Il 26 febbraio 1967, tenta di togliersi la vita nell'albergo "Prince de Galles" a Parigi, dove aveva soggiornato con lo stesso Tenco prima di Sanremo; viene salvata da una cameriera.
Dopo la convalescenza, alla fine del 1967 torna al Palmares, in Francia, interpretando alcuni brani, tra cui Les grilles de ma maison; in Italia incide Mama e partecipa alla nuova Canzonissima (che si chiamerà Partitissima) con Alberto Lupo. Il singolo Mama in italiano arriva primo in classifica. Partitissima la vince con la canzone Dan dan dan il 6 gennaio del 1968. È un periodo di grande successo: ha ben tre canzoni nella hit parade: Mama, L'ultimo valzer e Dan dan dan. Sempre nel 1968 recita nel film Io ti amo di Antonio Margheriti con Alberto Lupo.
Il 18 giugno le viene conferito il titolo di Commendatore delle Arti, delle Scienze e delle Lettere dal presidente francese Charles de Gaulle, e il 5 dicembre in Italia riceve la medaglia della Presidenza.
La sua carriera italiana e internazionale si arricchisce di successi, partecipazioni televisive e clamorosi rifiuti (ad esempio, si dice che rifiutò di partecipare a Sanremo 1970 con La prima cosa bella, che inciderà sia in francese con il titolo Si c'était à refaire sia in versione italiana: quest'ultima uscirà soltanto postuma nel cofanetto Dalida Italia Mia del 1991).
Dopo il Cantagiro 1968 (dove si classificò terza) fu ospite d'onore nelle trasmissioni italiane più importanti del tempo (Studio uno, Doppia Coppia, Io Agata e tu...). In seguito, altre tre Canzonissime e tre partecipazioni alla prestigiosa Mostra internazionale di musica leggera a Venezia.

Registra a Napoli due spettacoli live con Little Tony nel 1970 e con Morandi nel 1971 per la storica Senza rete, fino ancora a Domenica in (nel 1978 e nel 1980).

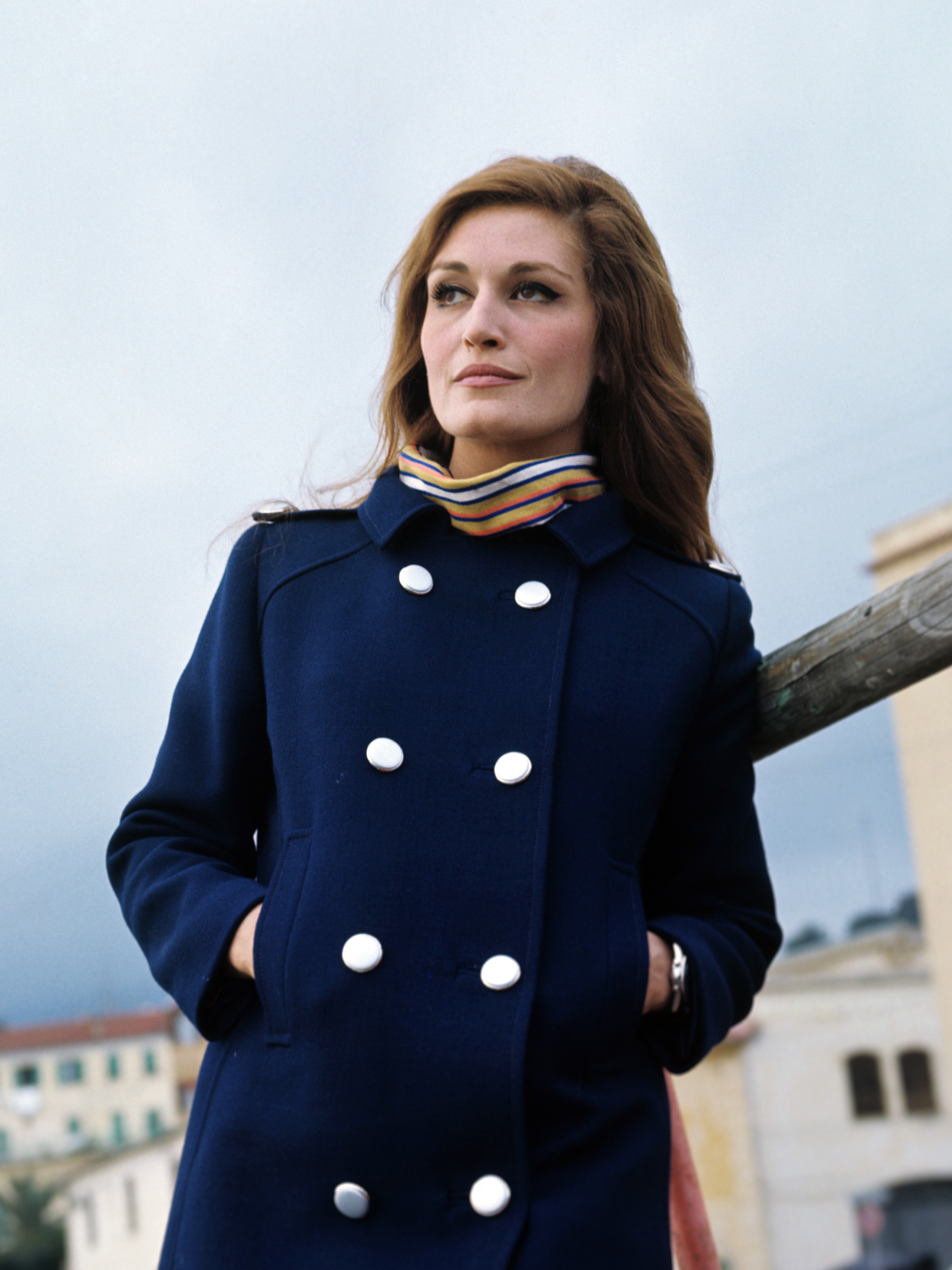
Dalida nel 1967

Con il repertorio in lingua italiana, Dalida è arrivata in prima posizione per due settimane nel 1967 con Bang Bang, ha interpretato brani di Paolo Conte (La speranza è una stanza, 1968), Herbert Pagani, Bruno Lauzi (Uomo di sabbia, traduzione di Salma ya salama), Gino Paoli (Un uomo vivo, 1960), Umberto Bindi (Non mi dire chi sei, 1960), Piero Ciampi (La colpa è tua, 1970), Luigi Tenco (Vedrai Vedrai, 1979, Ciao amore ciao, 1967).
I successi in hit parade: Gli zingari, Ascoltami, I ragazzi del Pireo, La danza di Zorba, Mama, L'ultimo valzer, Dan dan dan, Quelli erano giorni, Un po' d'amore, Oh lady Mary e Darla dirladada. L'ultima presenza di Dalida nella hit risale al 1974 con il brano Diciotto anni.
Fra gli altri autori italiani che Dalida ha interpretato in francese: Lucio Dalla (Jésus Bambino, 1970), Ivano Fossati (Dédié à toi, 1979), Pino Donaggio (Comme symphonie, 1960), oltre ai già citati Paoli (Je me sens vivre, 1961), Bindi, Tenco (Loin dans le temps, versione in francese di Lontano lontano, 1967) e le reinterpretazioni dei brani di Mina, (Tintarella di luna, in Francia con titolo Le petit clair de lune, Un anno d'amore in versione francese col titolo C'est irréparable e il brano Paroles... paroles... con testo in francese, in coppia con l'amico Alain Delon, quest'ultimo pezzo nel 1973). Tutte le reinterpretazioni sono contemporanee ai successi di Mina in Italia.
Tra la fine degli anni sessanta e l'inizio degli anni settanta intraprese una serie di viaggi in Nepal come percorso di ricerca interiore.
Gli anni settanta la vedranno impegnata in tre recital all'Olympia di Parigi. Il primo, nel 1971, segnerà il cambiamento della cantante che passa gradualmente a testi più impegnati (come Avec le temps di Léo Ferré). Ritornerà all'Olympia nel 1974 e nel 1977. Sono anni in cui Dalida sarà ai vertici delle classifiche francesi con Darla dirladada, Il venait d'avoir 18 ans e Gigi l'amoroso.

#### Svolta disco e nuovi successi
In Italia gli anni settanta iniziano con buoni successi e presenze che via via si andranno diradando. 18 anni (Il venait d'avoir 18 ans) e Gigi l'amoroso la porteranno spesso in televisione (18 anni sarà l'ultima sua presenza nella classifica dei dischi più venduti). Inciderà Tornerai (in Francia J'attendrai, al primo posto in hit parade), Ciao come stai (in Francia Ne lui dis pas), Tua moglie (in Francia Ta femme) e l'LP Sempre più Dalida.
Sono gli anni dei grandi successi francesi e internazionali. Con J'attendrai inizia a ballare. Monday Tuesday… Laissez-moi danser la porterà a una serie di recital al Palais des Sports nel 1980 e negli Stati Uniti al Carnegie Hall. Nel marzo 1981 ritornerà all'Olympia di Parigi.
A cavallo fra gli anni settanta e ottanta Dalida è accusata di essere politicizzata a causa della sua vicinanza a François Mitterrand, del quale è amica da una decina di anni e che in effetti sostiene apertamente durante le elezioni presidenziali del 1981. I socialisti di Mitterrand vincono le elezioni e Dalida, per evitare di fomentare sospetti che la sua apparizione sui media sia frutto di favoritismi politici, decide di intraprendere una lunga tournée all'estero.
In un sondaggio di Paris Match del 1982, Dalida risulta fra i personaggi più amati subito dopo Simone Weil, mentre in un sondaggio del 1985, di Télé 7 jours, è la seconda cantante più amata dai francesi (al primo posto Mireille Mathieu).
Nel 1982 incide La chanson du Mundial per sostenere la nazionale di calcio francese ai Mondiali 1982. Inoltre, pubblica Danza (in lingua italiana) che raggiunge anche il mercato italiano (con un 45 giri formato da Danza e Tony), prodotta nuovamente da Paolo Dossena, l'artefice dei suoi maggiori successi italiani.
Il 1983 è l'anno di Les p'tits mots/Mourir sur scène. Mourir sur scène ottiene grande successo (soprattutto dopo la morte dell'artista) e diventa presto una delle canzoni emblematiche del suo repertorio. La interpreterà ininterrottamente, da qui, sino al suo ultimo concerto (il 29 aprile 1987). Altri tre brani autobiografici vengono pubblicati, nell'83, all'interno del 33 giri Les p'tits mots: Lucas, Bravo e Téléphonez-moi. Da quest'anno in poi, Dalida inizia a diradare progressivamente gli impegni lavorativi.
Nel 1984 per la televisione francese, con la regia di Jean-Christophe Averty, registra un programma dal titolo Dalida Idéale. Kalimba de Luna del celebre percussionista e musicista napoletano Tony Esposito è il 45 giri del 1984. Buona visibilità e parecchie apparizioni in televisione. Per l'estate arriva L'innamorata/Soleil, nuovo 45 giri. Inciderà Soleil e Les P'tits Mots anche in italiano (Mediterraneo/Le parole di ogni giorno), e sarà la penultima incisione in italiano (vi sarà ancora Semplicemente così, nel 1986) oltre che l'ultimo vinile singolo uscito in Italia, con le sue due ultime relative apparizioni alla televisione italiana, una al Maurizio Costanzo Show e una al varietà Fascination.
Sempre nel 1984, anche un nuovo album, il penultimo, intitolato semplicemente Dali. Contiene, tra le altre, una cover di I just called to say I love you di Stevie Wonder, chiamata Pour te dire je t'aime.

#### Inizio della depressione

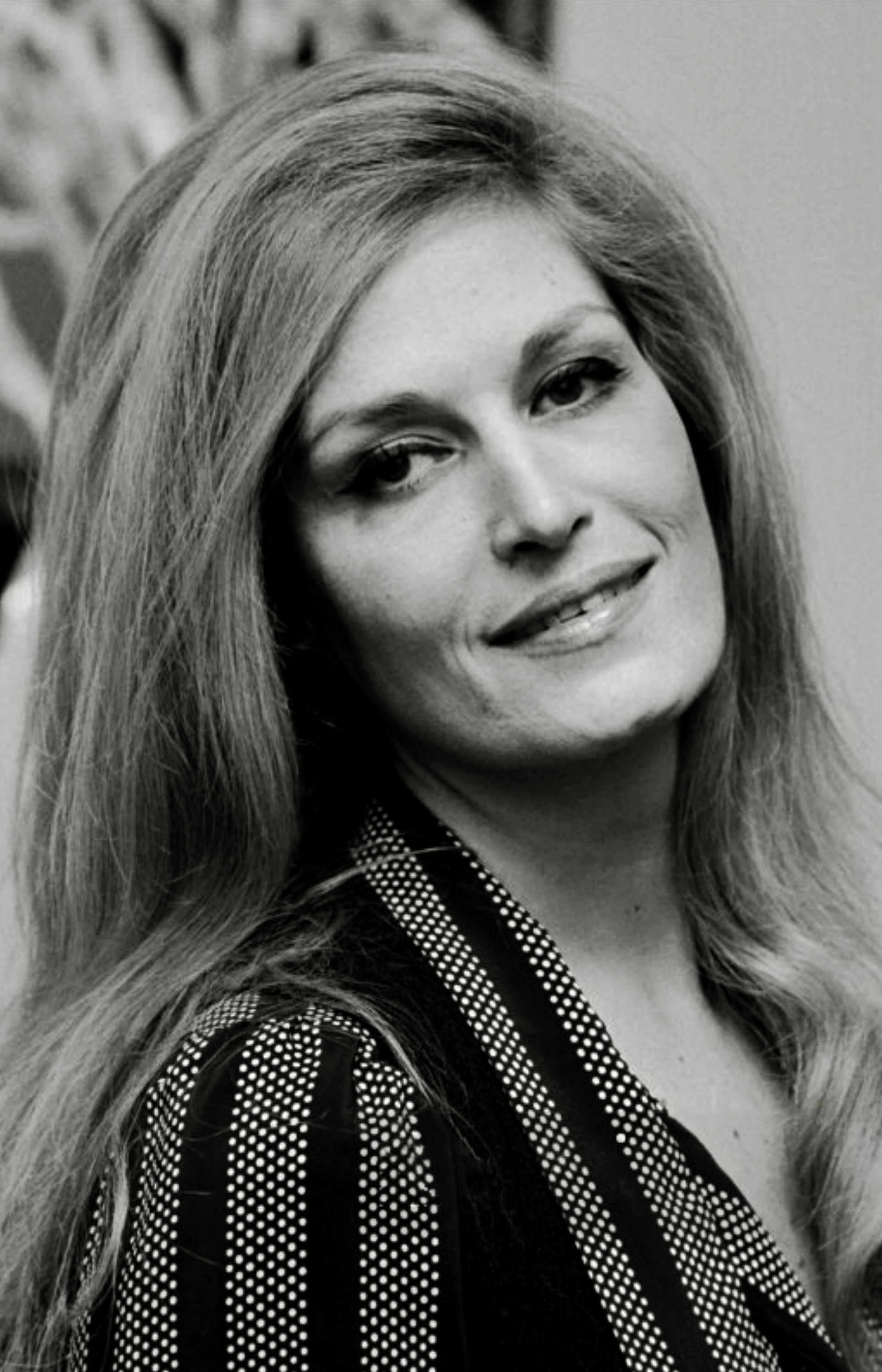
Dalida nel 1974

Nel 1985 accetta l'invito di Patrick Sabatier al programma Le jeu de la Vérité ("Il gioco della verità"), il più celebre del momento in Francia. Si risponde in diretta a domande poste dal pubblico in studio e dai telespettatori. Canta la prima canzone, Le temps d'aimer, e le viene posta una domanda sul suo strabismo; apparentemente rilassata, racconta della sua infanzia e degli ultimi interventi agli occhi. Parla di omosessualità, che accetta ("non è una tara, non è una malattia, ciascuno è libero di fare ciò che vuole del proprio corpo"); sulla sua vita privata dice semplicemente: "oggi sono sola", sul suicidio dei suoi tre compagni "non ne sono responsabile", e ricorda che Lucien Morisse si suicidò dieci anni dopo la fine della loro relazione, come pure Richard Chanfray (tre anni dopo, mentre stava già con un'altra donna). Non mancano domande sulla politica e su Mitterrand. Dichiara di essere amica di Mitterrand e di essere stata accusata a torto di essersi schierata politicamente, perché l'aveva sostenuto come uomo e amico e non come partito. La trasmissione si rivelerà un successo.
Altri due 45 giri: Reviens-moi/La pensione bianca (oltre a un maxi 45 giri con Reviens-moi/C'était mon ami) e Le temps d'aimer/Le Vénitien de Levallois. Il progetto adesso è quello che arriva dal regista Youssef Chahine: un film in Egitto.
Registra il suo ultimo album in studio Le Visage de l'amour (pubblicato all'inizio del 1986), titolo di una canzone scritta appositamente per lei da Charles Trenet, e già pensa al film che girerà al Cairo.
Nel 1986, in Egitto, recita nel film Le Sixième Jour (Il sesto giorno) di Youssef Chahine, per la prima volta in un ruolo drammatico e come protagonista. Per la prima internazionale del film si sceglie un cinema a Choubra, il quartiere dove la cantante visse da bambina. È un trionfo. A Parigi il film viene accolto positivamente dalla critica ma non dal pubblico; in seguito viene commercializzato un 45 giri con la canzone omonima ispirata al film, oltre all'album Le Sixième Jour.
A Los Angeles Liz Taylor, insieme a molti altri artisti, inizia una crociata contro l'AIDS. Vengono coinvolti altri paesi, compresa la Francia, e Dalida con Nana Mouskouri, Thierry Le Luron, Line Renaud e altri parteciperà alla campagna.
Dal gennaio 1987 non risultano appuntamenti nell'agenda della cantante. Esce pochissimo. L'ultima uscita ufficiale risale al 7 marzo 1987 per la serata dei César, gli Oscar del cinema francese.
La sua ultima apparizione televisiva, avvenuta in data postuma, risale al novembre 1987 in Germania nel programma musicale Melodien für Millionen, registrato nell'aprile dello stesso anno, in cui interpreta il brano J'attendrai, con l'unica differenza dell'omissione della parte solitamente ballata.
L'ultimo concerto è ad Adalia, in Turchia, il 29 aprile 1987, alla presenza del Presidente della Repubblica Turca Kenan Evren.

### La morte

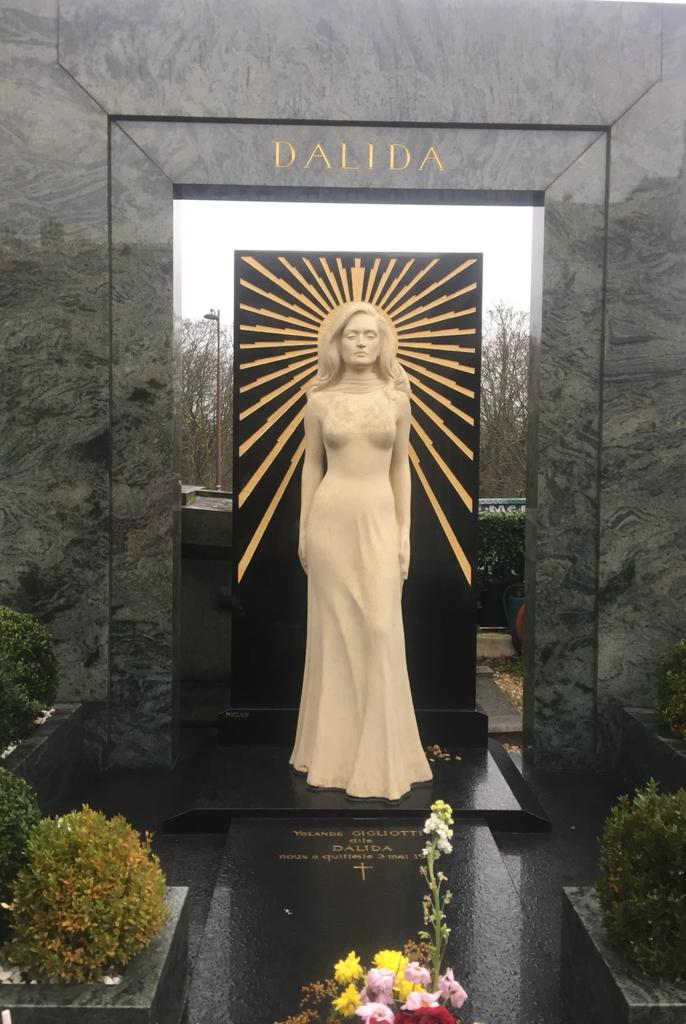
La tomba di Dalida

Il 28 febbraio 1967, a un mese dalla morte di Luigi Tenco, Dalida tentò di togliersi la vita nell'albergo Prince de Galles a Parigi, dove aveva soggiornato con lo stesso cantautore prima di Sanremo; fu salvata dall'intervento di una cameriera.
Nel 1970 si suicida il suo ex marito, Lucien Morisse, provocando alla cantante un forte dolore.
Nel 1983 un'ulteriore scomparsa accentua la tristezza interiore di Dalida: il suicidio di Richard Chanfray, compagno della cantante dal 1972 al 1981.
Nel 1986 un viaggio al Cairo, nei luoghi della sua infanzia, per l'interpretazione del personaggio di Saddika nel film Le Sixième Jour, mina ulteriormente il suo equilibrio; Dalida si immedesima nella protagonista disperata al punto da non poter uscire dal personaggio.
Il 2 maggio 1987 Dalida chiama il fratello minore e manager Bruno (più noto sotto il nome d'arte Orlando, in origine nome del fratello più grande), annunciandogli il rinvio di un previsto servizio fotografico a causa del freddo. In seguito concede una serata libera alla propria cameriera, esce con la vettura, fa il giro dell'isolato e imbuca tre lettere: una per il fratello, una per il suo ultimo compagno François Naudy e una per un suo amico, per poi tornare nella sua abitazione di rue d'Orchampt 11bis sulla Butte di Montmartre. Rimasta sola in casa, ingerisce una massiccia dose di barbiturici accompagnati da un bicchiere di whisky, si corica e, per la prima volta, spegne la luce della camera; era solita dormire con la luce accesa in quanto aveva una forte paura del buio a causa del periodo in cui, da bambina, fu bendata per curare l'oftalmite.

Dalida muore in quella notte, tra il 2 e il 3 maggio 1987, all'età di 54 anni e vent'anni dopo il primo tentativo di suicidio; sul suo comodino viene trovato un biglietto scritto e firmato a mano, che recita: "La vie m'est insupportable. Pardonnez moi" (La vita mi è insopportabile. Perdonatemi). 

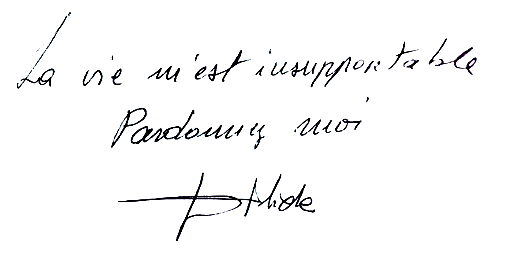
Lettera d'addio vergata a mano da Dalida

Dalida è sepolta nel cimitero di Montmartre a Parigi; la statua commemorativa, a grandezza naturale, la mostra con gli occhi chiusi rivolti allo spettatore. Il fratello maggiore Orlando, morto il 5 settembre 1992, è sepolto nella stessa tomba, assieme alla loro madre Filomena Gigliotti (nata d'Alba), deceduta nel 1971, e alla zia Giorgia Gigliotti, deceduta nel 1968. Con lei è sepolta anche la moglie del fratello maggiore, Orlando, Maria Teresa Gigliotti (nata Lava), morta il 14 aprile 2018.

## Vita privata

### Lucien Morisse

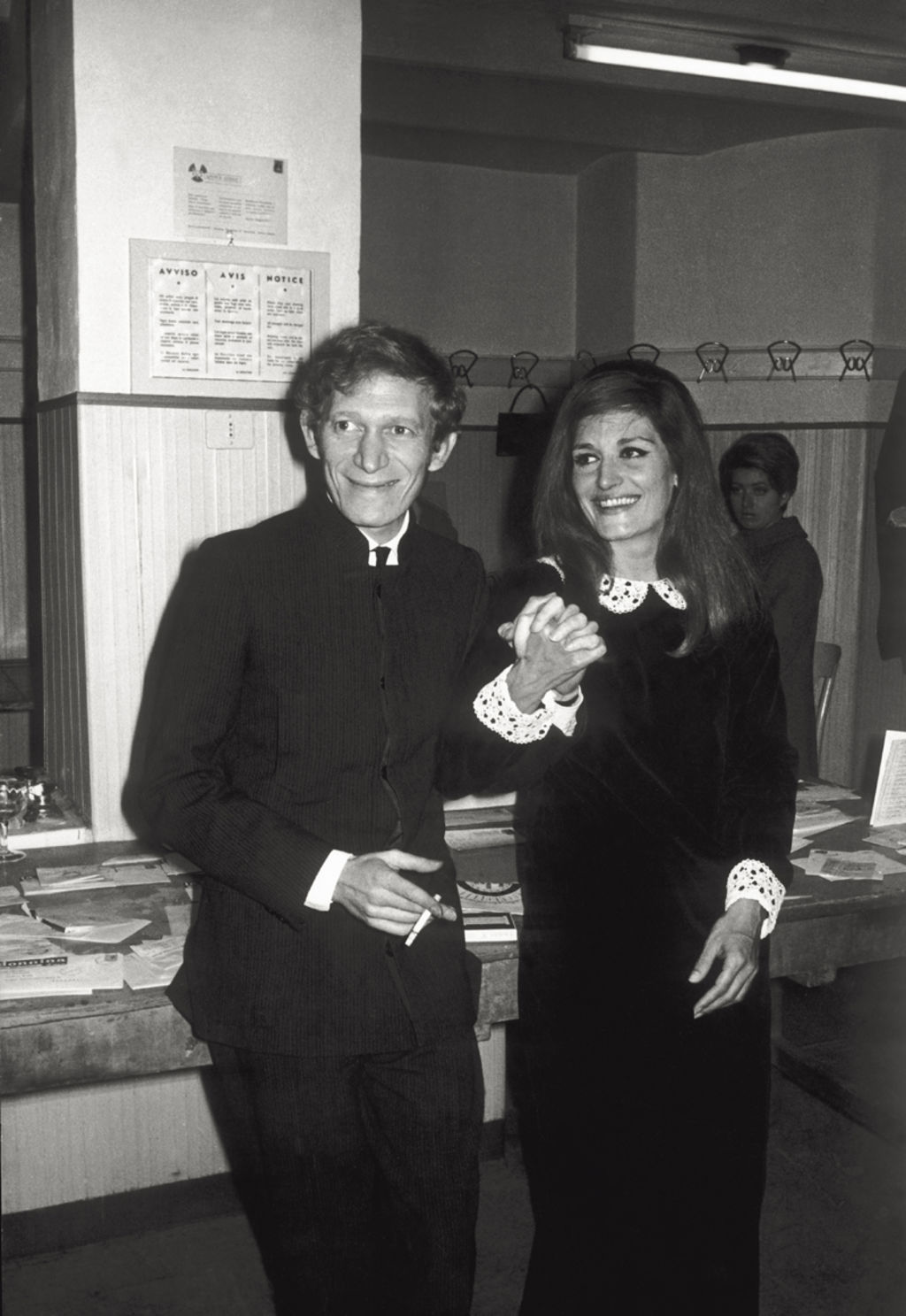
Dalida e Lucien Morisse

Nel 1961 Dalida sposò Lucien Morisse, direttore di Radio Europe 1, conosciuto qualche anno prima ai tempi di Bambino; tuttavia questo matrimonio durò pochissimo, appena un mese, perché Dalida decise di divorziare dopo aver incontrato a Cannes Jean Sobieski, giovane pittore e attore alle prime armi, di cui si innamorò e con cui convisse a Neuilly per qualche mese. Secondo Dalida, il matrimonio era arrivato troppo tardi (Lucien era già sposato quando la conobbe e, fra le altre cose, gli servì del tempo per decidere di separarsi dalla prima moglie), quando ormai l'amore verso Lucien, dopo sei anni, si era esaurito; dopo il divorzio il rapporto fra Dalida e Lucien non si guastò e rimasero buoni amici. Con il matrimonio lei fu naturalizzata francese con il nome di Yolande Gigliotti, mantenendo comunque la cittadinanza italiana. Questo per Dalida è stato un periodo difficile da un punto di vista professionale perché decise di non avvalersi più del sostegno di Lucien, il quale l'aveva fino ad allora aiutata a farsi strada nello spettacolo; superato un periodo di incertezze, Iolanda dimostrò di essere ormai autosufficiente e ottenne l'approvazione di Lucien. Nel 1962 acquistò la villa in rue d'Orchampt, sulla collinetta di Montmartre, dove visse fino alla morte.
Nel 1970 Lucien Morisse si suicidò sparandosi un colpo in testa.

### Luigi Tenco

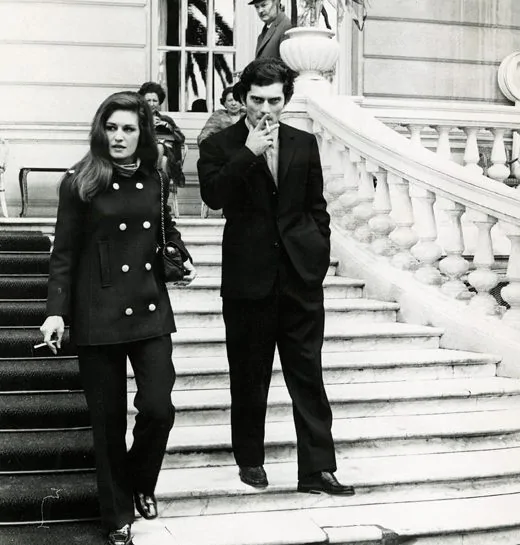
Dalida e Luigi Tenco a Sanremo nel 1967

Dopo una storia di tre anni con Christian de la Mazière, nel 1966 instaurò, secondo i giornali dell'epoca, una relazione con Luigi Tenco, anche se per alcuni si trattò invece di una trovata pubblicitaria della loro casa discografica. In coppia con Tenco, Dalida partecipò al Festival di Sanremo del 1967 con la canzone Ciao amore ciao, scritta dallo stesso Tenco. La giuria eliminò dalla finale il brano, sconfortando Tenco che, alla notizia, decise di ritirarsi in solitudine in albergo; Dalida, preoccupata, decise poco dopo di raggiungerlo, ma entrando nella stanza scoprì che Tenco si era suicidato con un colpo di pistola.
Dopo un interrogatorio della polizia locale, Dalida fece ritorno a Parigi e tentò per la prima volta il suicidio: dicendo ai parenti di avere intenzione di partire da sola per l'Italia per far visita alla famiglia di Tenco, si recò invece all'hotel Prince de Galles, dove prese una stanza (la stessa dove Tenco soggiornava quando andava a Parigi) e ingerì una dose letale di barbiturici. Trovata per caso da una cameriera, insospettita dal fatto che la stanza risultasse sempre occupata, venne portata in ospedale, dove si risvegliò dal coma sei giorni dopo.

### Lucio e Arnaud Desjardins
Qualche mese dopo il tentativo di suicidio, iniziò una relazione con uno studente ventiduenne italiano di nome Lucio e restò incinta. Dalida decise di abortire, ma dal momento che l'aborto non era ancora legale si sottopose a un intervento clandestino in Italia; l'aborto riuscì, ma, a causa di complicazioni, Dalida rimase sterile. Il cambiamento nella sua vita causato dalla morte di Tenco, dal tentativo di suicidio e dalle conseguenze dell'aborto clandestino la spinsero verso l'introspezione e la psicoanalisi (iniziò a studiare Teilhard de Chardin e Sigmund Freud) e fra il 1969 e il 1971 ebbe una relazione col filosofo Arnaud Desjardins, che venne poi chiusa perché lui era già sposato.

### Richard Chanfray: il"Conte di Saint-Germain"

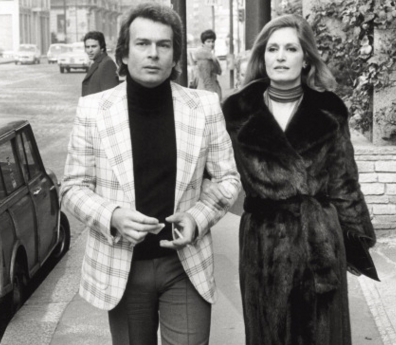
Dalida e Richard Chanfray

Nel 1972 incontrò Richard Chanfray, noto sotto il nome d'arte di Conte de Saint-Germain, con il quale iniziò la relazione (seppur burrascosa a causa del carattere di lui) più lunga della sua vita: 9 anni.
Nel 1981 la relazione terminò e nel 1983 Chanfray si suicidò insieme alla sua nuova compagna.

### François Naudy
L'ultima relazione, iniziata alla fine del 1985 con uno sfuggente medico di nome François Naudy, e terminata all'inizio del 1987, fu ancora una delusione per Dalida, tanto da aumentare quella depressione che la porterà a uccidersi nel maggio dello stesso anno.

## Autori di canzoni scritte per Dalida
Il repertorio di Dalida include le opere di importanti esponenti della musica internazionale: Mikīs Theodōrakīs, Manos Hadjidakis (Grecia), Pete Seeger, Woody Goothrie (USA), Joaquin Rodrigo (Spagna), Michel Legrand, Georges Delerue (Francia), Kurt Weill, Kurt Tukolsky (Germania), Nino Rota, Ennio Morricone (Italia).
Molte canzoni interpretate da Dalida sono state scritte da autori che già all'epoca erano, o sarebbero in seguito divenuti, poeti, scrittori o giornalisti di chiara fama: Salah Jahine (Egitto), Abdel Chamass (Libano), Bertolt Brecht (Germania), Jacques Prévert, André Hardellet, Louis Amade, Gianni Esposito, Boris Bergman, Gérard Manset, Gilbert Sinoué, Marc Fabien-Bonnard, Pascal Sevran, Leila Chellabi, Marie-France Touraille, Jean-Loup Dabadie, Françoise Dorin, Françoise Sagan (Francia), Felix Leclerc (Canada).
Del repertorio in lingua francese della cantante fanno parte autori riconducibili al filone della "chanson à texte", o "chanson poétique", come Guy Béart, Charles Aznavour, Gilbert Bécaud, Charles Trenet, Serge Lama, Michel Sardou, Léo Ferré, Jacques Brel.
Da segnalare inoltre la collaborazione di Dalida con tre importanti registi: Michel Dumoulin (noto per i suoi lavori su Nathalie Sarraute e Jean Genet: con lui, Dalida gira il film Dalida pour toujours), Jean-Christophe Averty (considerato un precursore della video-arte: con lui Dalida gira Dalida idéale), Youssef Chahine (considerato da molti il "Fellini del mondo arabo": con lui Dalida gira il film Le Sixième Jour).
In Francia i suoi CD, gli LP e i vari DVD continuano ad avere un ottimo mercato.

## Premi e riconoscimenti
Insieme a Édith Piaf, Dalida è la cantante che ha maggiormente contrassegnato la musica leggera transalpina del XX secolo. È stata tête d'affiche (nome di maggior richiamo) all'Olympia, tempio della musica leggera parigina, negli anni 1961, 1964, 1967, 1971, 1974, 1977 e 1981 (si prospettava un ritorno per il 1987, anno della sua morte).
Vinse due Oscar mondiali della canzone nel 1963 e nel 1974 per Gigi l'amoroso prima in Svizzera per due settimane e nelle Fiandre e seconda nei Paesi Bassi; nel 1975 vinse il Premio dell'Académie du Disque français per il brano Il venait d'avoir 18 ans (ispirato al romanzo di Colette Il grano in erba, è stato uno fra i suoi brani più conosciuti in Italia con il titolo 18 anni). Nel 1975 il Québec l'ha indicata come "personaggio più popolare", dopo Elvis Presley, e "donna dell'anno" insieme a Jackie Kennedy (cfr. bibliografia).
Inoltre nel 1981 le fu consegnato il primo disco di diamante della storia, grazie agli 85 milioni di album venduti in tutto il mondo.

## Citazioni e omaggi

### Monumenti e commemorazioni

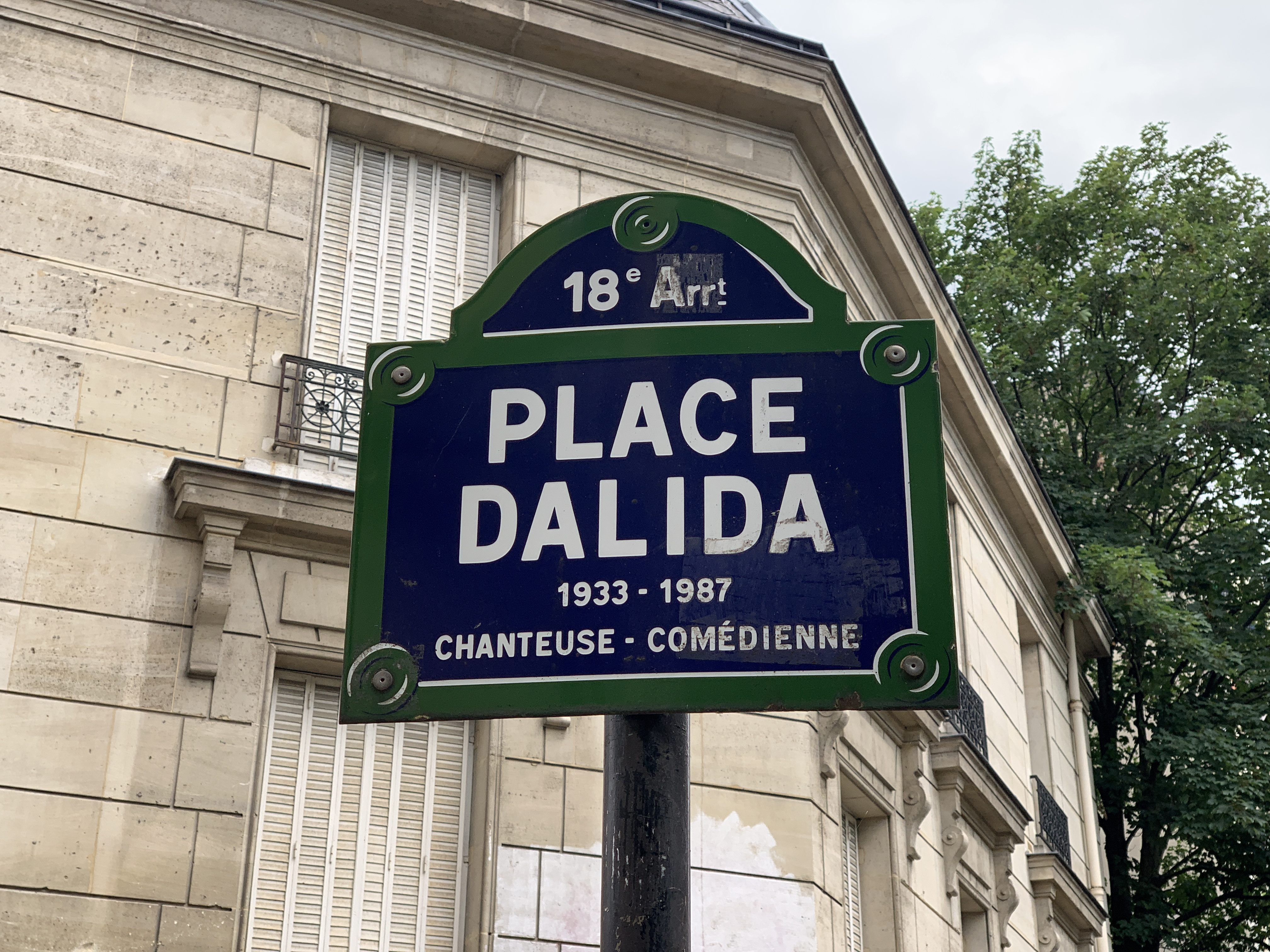
Insegna della Place Dalida, a Montmartre

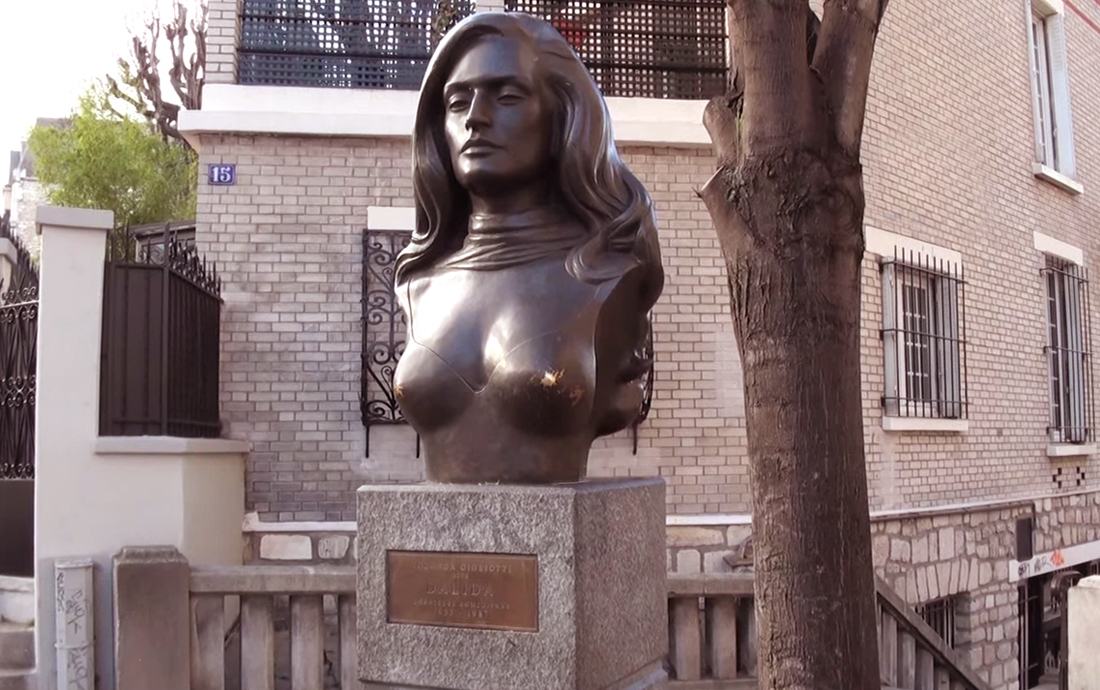
Busto di Dalida nella Place Dalida

- Nel 1997 è stata inaugurata a Montmartre una piazza in suo onore, Place Dalida[28], dove è stato posto un busto di bronzo dello scultore-disegnatore Aslan che la raffigura. Quest'ultimo scolpì anche la statua posta sulla tomba della cantante nel cimitero di Montmartre.
- Nel 2007, in occasione del ventennale della scomparsa dell'artista, il sindaco di Parigi Bertrand Delanoë ha predisposto una mostra commemorativa della figura di Dalida nei locali del Comune di Parigi (Mairie de Paris). Il ciclo di manifestazioni commemorative ha compreso la realizzazione di un cofanetto video in serie limitata composto da otto DVD dal titolo Une vie (20 ans déjà), con moltissimi filmati televisivi e documentaristici riguardanti l'artista, un cofanetto da collezione di forma piramidale (anch'esso in edizione limitata) contenente un DVD del film Le Sixième Jour e un DVD bonus con clip inedite, una versione per collezionisti del film Dalida di Joyce Buñuel, oltre a una versione rimasterizzata del film Io ti amo, mai pubblicato prima per il mercato dell'home video. In più, sono stati pubblicati tre album: un box set di cinque CD intitolato Les 101 plus belles chansons, una raccolta di brani per il mercato italiano chiamata L'Originale e una riedizione (con due ulteriori canzoni inedite) del cofanetto integrale in italiano Italia Mia, originariamente apparso nel 1991.
- In Italia, a Serrastretta, paese delle radici italiane di Iolanda Cristina Gigliotti, a cura dell'Associazione Dalida l'artista viene ricordata con l'apertura della "Casa Museo Dalida", la posa dell'opera bronzea Dalida vista da Inis, l'intitolazione di un anfiteatro, la pubblicazione di un opuscolo intitolato Da Serrastretta a Dalida 1962/2007 e l'uscita di un DVD frutto di un progetto didattico della locale scuola media in collaborazione con la stessa Associazione Dalida. Nell'agosto del 2019 la Regione Calabria ha istituito il "Premio Dalida", consegnato a Carla Bruni il 21 agosto a Serrastretta.

### Musica
- Nel 2003 il cantante e compositore francese Serge Lama pubblica l'album Pluri((elles)). Al suo interno, tra gli altri, è contenuto un duo virtuale postumo con Dalida nel brano Je suis malade.
- In ricordo dell'artista, il 23 settembre 2007 Patty Pravo ha inciso l'album Spero che ti piaccia... Pour toi..., in cui interpreta alcuni successi di Dalida.
- Tra gli omaggi a Dalida si ricorda anche quello di Luz Casal (voce di Marisa Peredes in Tacchi a spillo di Almodovar). Nel 2007 omaggiò Dalida nel suo album Vida Toxica con "18 años", brano poi reinterpretato nell'album del 2011 con un nuovo arrangiamento. Nel 2017 dedica a Dalida un intero album: Luz Casal charte Dalida: A mi manera.
- Il 17 novembre 2008 è uscito l'album Fleurs 2 di Franco Battiato che contiene, in omaggio a Dalida, la reinterpretazione di Il venait d'avoir 18 ans, interpretata con la partecipazione di Sepideh Raissadat.
- Nel maggio 2009 esce l'album Toutes les femmes en moi di Lara Fabian, contenente un omaggio a Dalida: la reinterpretazione del brano Il venait d'avoir 18 ans.
- Per il venticinquennale della scomparsa di Dalida, nel 2012, viene pubblicato l'album Depuis qu'elle est partie... che presenta, oltre a un CD di brani cantati da Dalida, un secondo CD con canzoni del repertorio di Dalida interpretate da altri artisti che le rendono omaggio.
- Nel mese di febbraio 2017, dopo la programmazione su Rai 1 della fiction dedicata a Dalida, realizzata da Lisa Azuelos, vengono pubblicate alcune raccolte discografiche per il mercato italiano. La Saar Records ristampa il primo 33 giri italiano della cantante che comprende dodici canzoni in italiano (Gli zingari, Milord, Uno a te uno a me, Pezzettini di bikini). Il vinile, di colore rosso, è a tiratura limitata. Viene inoltre pubblicato un cofanetto della serie Original Recordings dal titolo Retrospective 1956-1961, composto da cinque CD.
- Nel 2017 l’illustratrice cantautrice Ottavia Brown omaggia Dalida con una reinterpretazione, in chiave western, del celebre brano Bang Bang.
- Nel 2018 il cantante algerino Soolking pubblica il singolo Dalida, un omaggio all'artista franco-italiana. Il brano è stato certificato disco di platino in Francia.
- Nel 2021 un brano di Dalida viene scelto per essere inserito nella colonna sonora del nuovo film di 007, No time to die (Mourir peut attendre, in francese). Si tratta di un brano del 1968 di nome Dans la ville endormie (tradotto: Nella città addormentata). In Italia la cantante incise il brano, sempre nel 1968, con il titolo L'aquilone.
- Nel 2024 viene realizzato in Italia un album interpretato da Giovanni Nuti e Grazia Di Michele. Lui interpreta le canzoni di Dalida, lei quelle di Tenco più due inediti[29].

### Cinema e televisione
- Dalida, miniserie italo-francese in due puntate diretta da Joyce Buñuel nel 2005, con Sabrina Ferilli nel ruolo di Dalida e andato in onda in Italia su Canale 5 nel 2006. La miniserie è distribuita anche in altri paesi come Svizzera, Francia e Belgio.[30]
- Dalida, diretto da Lisa Azuelos, film biografico sulla cantante uscito in Francia a gennaio 2017. Interpreti Sveva Alviti (Dalida), Riccardo Scamarcio (Orlando, il fratello della cantante) e Alessandro Borghi (Luigi Tenco). In Italia è stato trasmesso in TV su Rai 1 il 15 febbraio 2017 in prima visione assoluta.
- Il 3 settembre 2021 la Rai, per opera di Massimiliano Cané, dedica a Dalida una puntata del programma televisivo Techetechete', per la serie "Numeri Uno", dal titolo Dalida in Paradisco.

### Teatro
- Nel 1999 è stato allestito lo spettacolo teatrale Solitudini - Luigi Tenco e Dalida, presso il Teatro Greco di Roma, scritto e diretto da Maurizio Valtieri, è stato il primo spettacolo italiano a ricordarla[31].
- Nel 2003 Avec le temps Dalida, scritto e diretto da Pino Ammendola e interpretato da Maria Letizia Gorga. La pièce, che ha superato le 600 repliche, è stata rappresentata, oltre che in Italia, in Francia, in Svizzera, in Serbia e Tunisia.
- Nel 2008 è stato realizzato un home video life dell'opera, distribuito in tutto il mondo dalla Compagnia Nuove Indye.

## Discografia

### Album in studio
- 1957 - Son nom est Dalida
- 1957 - Miguel
- 1958 - Gondolier
- 1958 - Les Gitans
- 1959 - Le Disque d'or de Dalida
- 1959 - Love in Portofino
- 1960 - Les Enfants du Pirée
- 1960 - Milord
- 1960 - Elle, lui et l'autre
- 1961 - Garde-moi la dernière danse
- 1961 - Rendez-vous mit Dalida
- 1961 - Loin de moi
- 1962 - Le Petit Gonzales
- 1963 - Eux
- 1964 - Amore scusami
- 1965 - Il silenzio
- 1966 - Pensiamoci ogni sera
- 1967 - Olympia 67
- 1967 - Dalida
- 1968 - Un po' d'amore
- 1968 - Le Temps des fleurs
- 1969 - Ma mère me disait
- 1970 - Ils ont changé ma chanson
- 1971 - Une vie
- 1972 - Il faut du temps
- 1973 - Julien
- 1974 - Manuel
- 1975 - J'attendrai
- 1976 - Coup de chapeau au passé
- 1976 - Amoureuse de la vie
- 1977 - Salma ya salama
- 1979 - Dédié à toi
- 1980 - Gigi in Paradisco
- 1981 - Olympia 81
- 1982 - Special Dalida
- 1983 - Les P'tits Mots
- 1984 - Dali
- 1986 - Le Visage de l'amour

### Album dal vivo
- 1972 - Olympia 71
- 1974 - Olympia 74
- 1977 - Olympia 77
- 1980 - Dalida au Palais des Sports 1980

### Colonne sonore
- 1977 - Dalida pour toujours

### Raccolte
- 1966 - De "Bambino" à "Il silenzio"
- 1969 - Canta in italiano
- 1969 - In Deutsch
- 1970 - Collection Recital - Dalida Vol.1
- 1970 - Collection Recital - Dalida Vol.2
- 1973 - The Heart of France
- 1975 - Sempre più Dalida
- 1976 - Les plus grands succès de Dalida
- 1977 - 45ème disque d'or pour une super-star
- 1978 - Et Dieu... créa Dalida
- 1980 - Été 80 - Rio do Brasil
- 1980 - Le Disque d'or
- 1981 - Disque d'or
- 1981 - 16 chansons - 16 succès
- 1982 - La chanson du Mundial
- 1982 - Confidences sur la fréquence
- 1983 - Femme - Ton prénom dans mon cœur
- 1983 - 16 chansons - 16 succès
- 1986 - Le Sixième Jour
- 1986 - The Best of Dalida
- 1987 - The Best of Dalida Vol.2

## Discografia postuma

### Album e raccolte
- 1987 - Dalida Forever - Pour en arriver là
- 1987 - Dalida
- 1988 - La Voix de l'Amour
- 1988 - Quelque part au Soleil
- 1989 - Dalida mon Amour
- 1990 - Dalida mon Amour Vol.2
- 1990 - Été 90 - Let me Dance
- 1991 - Dalida Italia Mia
- 1991 - Les années Barclay
- 1992 - Ses grands succès en italien
- 1992 - Canta en Español
- 1993 - Les plus beaux concerts de Dalida
- 1993 - Les plus grands succès de Dalida sur scène
- 1993 - Paroles Paroles
- 1994 - Dalida Tenco - The Classic Collection
- 1994 - I grandi successi
- 1995 - Comme si j'étais là
- 1996 - À ma Manière...
- 1997 - Les années Orlando
- 1997 - Dalida à l'Olympia
- 1997 - L'an 2005
- 1997 - 40 Succès en Or
- 1998 - Le Rêve Oriental
- 1999 - Come se fossi qui…
- 1999 - Dalida chante en arabe[32][33]
- 1999 - La Légende
- 2000 - Dalida Live - Instants d'émotions...
- 2000 - Je danse, j'aime, je vis
- 2001 - Revolution - 5e du nom
- 2001 - Dalida Collection
- 2002 - L'Original - 15 ans déjà...
- 2002 - Dalida chante les Grands Auteurs
- 2003 - Dalida chante le 7ème Art
- 2003 - The Queen
- 2004 - Mademoiselle Succès
- 2006 - Les années Disco
- 2006 - Dalida for Ever
- 2006 - I grandi successi
- 2007 - Les 101 plus belles chansons
- 2007 - Italia Mia
- 2007 - L'Originale
- 2008 - Sus mas grandes éxitos en español
- 2008 - Les 50 plus belles chansons
- 2008 - Deutsch Gesang ihre großen Erfolge
- 2009 - Glamorous Dalida
- 2009 - Arabian songs
- 2009 - Per sempre…
- 2009 - D'ici & d'ailleurs
- 2010 - Les Tubes disco de Dalida
- 2011 - Dalida - 4 albums originaux
- 2012 - Les Diamants sont Éternels
- 2012 - Depuis qu'elle est partie...
- 2013 - Best of Live
- 2014 - Dalida - Double Best of
- 2014 - Dalida - Best of 70
- 2015 - Le best of des remixes
- 2015 - Dalida, citoyenne du monde
- 2017 - 30 ans déjà
- 2018 - Les Numéros un
- 2020 - Esprit de Famille
- 2021 - Helwa ya Baladi
- 2021 - Dans la Ville Endormie
- 2022 - 35 ans déjà...
- 2022 - Dalida - Coffret 45 tours
- 2022 - L'album de sa vie
- 2023 - Plein Soleil
- 2023 - Vive le vent
- 2024 - Parle-moi d'amour, mon amour…
- 2024 - La dolce vita

## Videografia

### Album video
- 1984 - Dalida idéale

#### Postumi
- 1987 - Pour en arriver là
- 1996 - Éternelle...
- 1997 - Le Grand Voyage
- 1998 - Dalida passionnément
- 1999 - Dalida Numéro Un
- 2007 - Une vie (20 ans déjà)
- 2011 - Ses plus Beaux Duos
- 2012 - Live 3 Concerts Inédits
- 2015 - Dalida, citoyenne du monde
- 2017 - 30 ans déjà
- 2018 - 30 ans d'amour...
- 2022 - 35 ans déjà...

## Filmografia

### Cinema
- El Zolm Haram (الظلم حرام), regia di Hassan El-Seify, Fouad Salah Eldin e Abdulrahman Sheriff (1954)
- Un verre, une cigarette (Sigara wa kass), regia di Niazi Mostafa (1954)
- Le masque de Toutankhamon, regia di Marco de Gastyne (1954)
- Rapt au deuxième bureau, regia di Jean Stelli (1958)
- Brigade des mœurs, regia di Maurice Boutel (1959)
- La gang del Mambo-Bar (Mädchen für die Mambo-Bar), regia di Wolfgang Glück (1959)
- Che femmina!! e... che dollari!, regia di Giorgio Simonelli (1961)
- L'inconnue de Hong Kong, regia di Jacques Poitrenaud (1963)
- Ménage all'italiana, regia di Franco Indovina (1965)
- Io ti amo, regia di Antonio Margheriti (1968)
- American Secret Service, regia di Enzo Di Gianni (1968)
- Comme sur des roulettes, regia di Nina Companeez (1977)
- Dalida Pour Toujours, film documentario (1977)
- Le Sixième Jour (اليوم السادس), regia di Yusuf Shahin (1986)

### Televisione
- Komm mit auf den Rummelplatz - film TV (1963)
- Teuf-teuf - film TV (1963)
- Ni figue ni raisin - serie TV, 1 episodio (1965)
- La morale de l'histoire - film TV (1966)
- Tête de bois et tendres années - serie TV, 1 episodio (1968)
- Dalida Idéale - show televisivo (1984)

### Pubblicità
- Permaflex (Italia) (1960)
- Wizard Sec (Francia) (1986)